# G1.9+0.3
G1.9+0.3 je najmlajši znan ostanek supernove v Mlečni cesti. Njena starost je bila ugotovljena po podatkih Nasinega rentgenskega observatorija Chandra in radijskega teleskopa Very Large Array. Supernova, katere ostanek je, je bila tipa Ia, njena svetloba pa nas je dosegla 140 let nazaj (velja za leto 2008). Njeno svetlobo bi videli astronomi v 19. stoletju, če zvezde ne bi zakrivali gosti oblaki prahu. Pred odkritjem je za najmlajši ostanek supernove v naši galaksiji veljala Kasiopeja A, ki je stara približno 330 let. G1.9+0.3 ima polmer 1,3 svetlobnih let.

## Odkritje
G1.9+0.3 so identificirali kot ostanek supernove leta 1984 zaradi opazovanj z radijskim teleskopom VLA (Very Large Array). Ostanek je nenavadno majhen, kar pomeni, da je mlad - po prvih ocenah manj kot 1000 let. Leta 2007 so rentgenska opazovanja, narejena z rentgenskim observatorijem Chandra, pokazala, da je za 15 % večji, kot so menili prej.
Leži v ozvezdju Strelca.